# Tindaria arata
Tindaria arata is een tweekleppigensoort uit de familie van de Tindariidae. De wetenschappelijke naam van de soort is voor het eerst geldig gepubliceerd in 1875 door Bellardi.